# Lehijärvi
Lehijärvi este o arie protejată (arie specială de conservare — SAC, sit de importanță comunitară — SCI, arie de protecție specială avifaunistică — SPA) din Finlanda întinsă pe o suprafață de 52 ha, integral pe uscat.

## Localizare
Centrul sitului Lehijärvi este situat la coordonatele 61°03′10″N 24°17′57″E / 61.0528°N 24.2992°E.

## Înființare
Situl Lehijärvi a fost declarat sit de importanță comunitară în august 1998 pentru a proteja 16 specii de animale. Alte tipuri de protecție:
- arie de protecție specială avifaunistică (în august 1998)[2]
- arie specială de conservare (în aprilie 2015)[1][3][4]

## Biodiversitate
Situată în ecoregiunea boreală, aria protejată conține 3 habitate naturale: Lacuri eutrofice naturale cu vegetație de tip Magnopotamion sau Hydrocharition, Mlaștini turboase de tranziție și turbării mișcătoare, Păduri caducifoliate de mlaștină fino-scandinave.
La baza desemnării sitului se află mai multe specii protejate de  păsări (16): lăcar mare (Acrocephalus arundinaceus), stârc cenușiu (Ardea cinerea), rața moțată (Aythya fuligula), Aythya marila, bătăuș (Calidris pugnax), lebădă de iarnă (Cygnus cygnus), rață neagră (Melanitta nigra), Mergellus albellus, codobatura galbenă (Motacilla flava), notatița cu ciocul subțire (Phalaropus lobatus), ploier auriu (Pluvialis apricaria), corcodel-urechiat (Podiceps auritus), corcodel-cu-gât-roșu (Podiceps grisegena), rață cârâitoare (Spatula querquedula), chiră de baltă (Sterna hirundo), fluierar de mlaștină (Tringa glareola).
Pe lângă speciile protejate, pe teritoriul sitului au mai fost identificate 9 specii de plante, 10 specii de păsări, 1 specie de nevertebrate, 1 specie de pești.